# Lahavot ha-Bašan
Lahavot ha-Bašan (hebrejsky לֵהֲבוֹת הַבָּשָׁן‎, doslova „Bašánské Plameny“ - podle biblického regionu „Bášan“ zmiňovaného například v Knize Jozue 13, 11 a dříve mylně identifikovaného s Golanskými výšinami, anglicky Lahavot HaBashan, v oficiálním seznamu sídel Lahavot HaBashan) je vesnice typu kibuc v Izraeli, v Severním distriktu, v oblastní radě ha-Galil ha-Eljon (Horní Galilea).

## Geografie
Leží v nadmořské výšce 88 metrů na pomezí Chulského údolí a Golanských výšin v Horní Galileji, nedaleko horního toku řeky Jordán a přibližně 28 km severně od břehů Galilejského jezera. Na severním okraji vesnice ústí do řeky Jordán vodní tok Nachal Orvim. Nedaleko od něj severním směrem se pak do prostoru bývalého Chulského jezera vlévá i tok Nachal Jardinon.
Vesnice se nachází přibližně 40 km severoseverovýchodně od Tiberiady, přibližně 145 km severovýchodně od centra Tel Avivu a přibližně 70 km severovýchodně od centra Haify. Je situována v zemědělsky intenzivně využívaném pásu. Lahavot ha-Bašan obývají Židé, přičemž osídlení v tomto regionu je zcela židovské. Výjimkou je skupina drúzských měst na Golanských výšinách přibližně 12 km severovýchodním směrem.
Lahavot ha-Bašan je na dopravní síť napojen pomocí lokální silnice číslo 918, která severojižním směrem sleduje tok Jordánu. Z ní zde směrem k západu odbočuje lokální silnice číslo 977.

## Dějiny
Lahavot ha-Bašan byl založen v roce 1945. K slavnostnímu založení došlo 2. listopadu 1945 ve výroční den vydání Balfourovy deklarace. Šlo zároveň o výraz protestu proti takzvané Bílé knize z roku 1939, kterou Britové omezovali židovské přistěhovalectví do tehdejší mandátní Palestiny. Prvními osadníky byla skupina sionistických aktivistů, kteří se již od roku 1940 připravovali v jiných kibucech na zřízení vlastní zemědělské komunity, kterou doplnili mladí Židé přistěhovalí z Polska a Německa.
Osadníci zde nejprve odpracovali celkem 12 000 pracovních dnů odvodňováním zdejší krajiny a přípravou půdy. Teprve pak se roku 1947 nastěhovali do trvalých obydlí. Zpočátku se uvažovalo o radikálně kolektivistém řešení, kdy měl celý kibuc sestávat ze dvou velkých budov. V jedné by bylo společné bydlení, v druhé úřadovny, kanceláře a společenské místnosti. Projekt ale nebyl z finančních důvodů realizován.
Roku 1949 měl kibuc (tehdy nazývaný Ma'ale ha-Bašan) 25 obyvatel a rozkládal se na ploše 4000 dunamů (4 km²).
Během války za nezávislost v roce 1948 v okolí obce, v prostoru Horní Galileje, probíhaly četné boje. Během 50. a 60. let 20. století vesnice čelila opakovanému ostřelování ze syrské strany hranice, která tehdy probíhala nedaleko odtud. Ostřelování skončilo až po šestidenní válce roku 1967, kdy Izrael dobyl Golanské výšiny.
Kibuc prošel privatizací a jeho členové jsou odměňováni podle skutečně vykonané práce. V Lahavot ha-Bašan fungují zařízení předškolní péče. Základní a vyšší školství jsou k dispozici v okolních větších obcích. V kibucu je obchod se smíšeným zbožím, zubní ordinace, sportovní areály, veřejná knihovna a poštovní úřad.

## Demografie
Obyvatelstvo Lahavot ha-Bašan je sekulární. Podle údajů z roku 2014 tvořili naprostou většinu obyvatel Lahavot ha-Bašan Židé (včetně statistické kategorie „ostatní“, která zahrnuje nearabské obyvatele židovského původu ale bez formální příslušnosti k židovskému náboženství).
Jde o menší sídlo vesnického typu s dlouhodobě rostoucí populací. K 31. prosinci 2014 zde žilo 844 lidí. Během roku 2014 vzrostla populace o 6,0 %.
| Rok            | 1948 | 1949 | 1961 | 1972 | 1983 | 1995 | 2001 | 2003 | 2004 | 2005 | 2006 | 2007 | 2008 | 2009 | 2010 | 2011 | 2012 | 2013 | 2014 |
| -------------- | ---- | ---- | ---- | ---- | ---- | ---- | ---- | ---- | ---- | ---- | ---- | ---- | ---- | ---- | ---- | ---- | ---- | ---- | ---- |
| Počet obyvatel | 118  | 25   | 336  | 402  | 464  | 435  | 413  | 437  | 437  | 439  | 455  | 490  | 534  | 568  | 630  | 673  | 761  | 796  | 844  |